# Marjana
Marjana (IPA: mari̯ana, maʀi̯ana) ist ein weiblicher Vorname. Es ist die westslawische Form des Namens Marianne.
Für weitere Informationen zum Namen siehe den Hauptartikel Marianne (Vorname).

## Bekannte Namensträgerinnen
- Marjana Domaškojc (1872–1946), niedersorbische Fabrikarbeiterin und Arbeiterschriftstellerin
- Marjana Gaponenko (* 1981), ukrainische Schriftstellerin und Dichterin
- Marjana Lipovšek (* 1946), slowenische Konzert- und Opernsängerin und Schauspielerin
- Marjana Schott (* 1958), deutsche Politikerin